# التاريخ البحري لهولندا

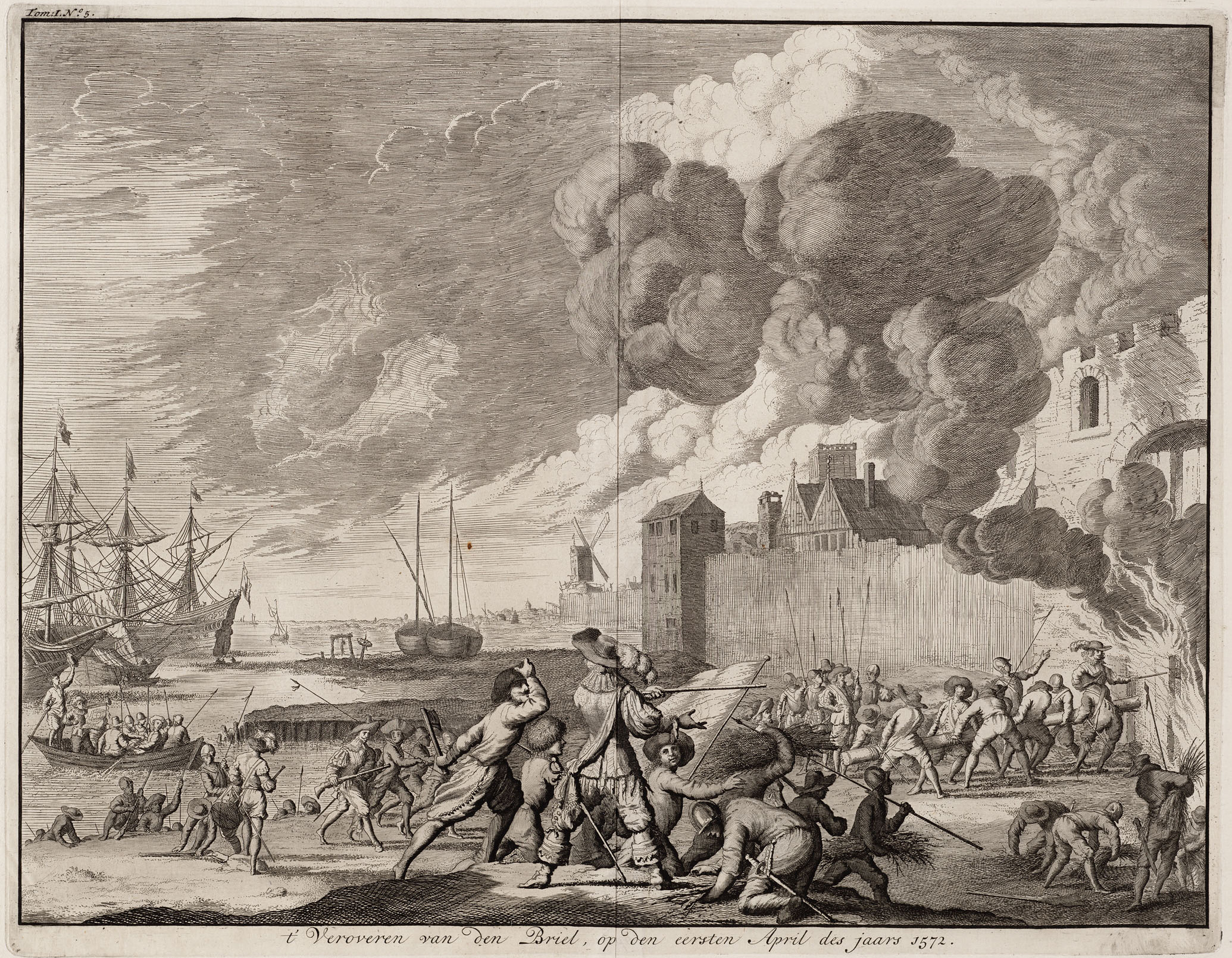

يعود التاريخ البحري لهولندا إلى القرن الخامس عشر. كان تأمين الدفاعات البحرية أمرًا أساسيًا لحماية المصالح التجارية، وخاصةً الخارجية منها، والتي مثّلت حجر الزاوية للاقتصاد الهولندي بصورة تقليدية. 

## الحرب الباردة وتعاون الناتو
انصبّ الاهتمام في المجال العسكري على الجيش والقوات الجوية بالتزامن مع تأسيس منظمة حلف شمال الأطلسي (الناتو). لم تلق القوات البحرية أي تقدير إضافي حتى الحرب الكورية (1950-1953). سمحت الحكومة بإنشاء أسطول متوازن يتكون من سربين بحريين. تألفت البحرية الهولندية من أربع غواصات من فئة دولفين، وطراداين من فئة دي زيفين بروفنسين، وثمانية مدمرات من فئة فريزلاند، وأربعة مدمرات من فئة هولاند، وست فرقاطات من فئة فان سبيك وعدد كبير من كاسحات الألغام، بالإضافة إلى حاملة الطائرات إتش إن إل إم إس كاريل دورمان.
طورت هولندا سياستها الدفاعية عبر التعاون الوثيق مع أعضاء الناتو. أدى إنشاء حلف وارسو عام 1955 إلى تسارع وتيرة سباق التسلح بين الغرب والشرق. شهد العالم ظهور الابتكارات التقنية بسرعة، إذ حمل إدخال الرادار والسونار والصواريخ الموجهة إلى ساحات المعارك أهميةً خاصةً للقوات البحرية. نُظر إلى حلف وارسو التابع للاتحاد السوفييتي على أنه تهديد رئيسي مستمر، وهذا ما جعل تحديد الاستراتيجيات العسكرية أمرًا مفيدًا. شهدت الفترة بعد عام 1965 انضمام هولندا إلى بعض أسراب الناتو الدائمة مثل المجموعة البحرية الأطلسية الدائمة. تخلّى الاتحاد السوفيتي في ستينيات القرن الماضي عن استراتيجيته التقليدية القائمة على القوات البرية وأسس قوةً بحريةً ذات تأثير عالمي، ضمّت حاملة طائرات والعديد من الغواصات. تمثلت المهمة الرئيسية لقوات الناتو في حماية ممرات الشحن عبر شمال المحيط الأطلسي بين حلفاء الناتو في أمريكا الشمالية وأوروبا الغربية.

## القوات البحرية حاليًا
شهدت الخارطة العسكرية الدولية تغيرات جوهريةً بعد سقوط جدار برلين في نوفمبر 1989. على الصعيد العالمي، نشبت نزاعات جديدة وبدت الحدود بين الصديق والعدو تتلاشى تدريجيًا. أسهمت إعادة تحديد الناتو أهدافه في خلق دور أكثر أهمية للأمم المتحدة بصفتها قوات دولية لحفظ سلام. انطلاقًا من عام 1990، دخلت الوحدات البحرية في صراعات في كمبوديا وإريتريا وإثيوبيا والعراق وأفغانستان ولبنان، بالإضافة إلى انخراطها في حرب الخليج والصراع اليوغوسلافي. جرى تغيير الأهداف الجديدة للبحرية الهولندية اليوم لتصبح قوة لحفظ السلام وإنفاذه.